# Halvor Persson
Halvor Persson (* 11. März 1966) ist ein ehemaliger norwegischer Skispringer.
Persson sprang am 8. Dezember 1984 erstmals in Thunder Bay bei einem Wettbewerb im Skisprung-Weltcup. Dabei erreichte er auf der Normalschanze den 8. Platz und damit auch seine ersten Weltcup-Punkte. Auch auf der Großschanze wurde er am Folgetag Achter. So konnte er auch seine ersten Weltcup-Punkte gewinnen. Bei der Vierschanzentournee 1984/85 blieb er jedoch weitgehend erfolglos. Am 8. Januar 1985 konnte er im ersten Springen nach der Vierschanzentournee in Cortina d’Ampezzo zum ersten und einzigen Mal in seiner Karriere mit Platz 2 das Podium erreichen. Zwei Wochen später gewann er bei den Norwegischen Meisterschaften in Tromsø die Silbermedaille von der Großschanze. In den folgenden Springen fiel es Persson schwer, in die Punkteränge zu springen. Am Ende der Weltcup-Saison 1984/85 belegte er dennoch den 17. Platz in der Gesamtwertung. In den folgenden Jahren konnte er an diesen Erfolg nicht mehr anknüpfen. Im Weltcup erreichte er nur selten Platzierungen unter den besten Zwanzig. 1989 gewann er bei der Norwegischen Meisterschaft in Steinkjer hinter Jon Inge Kjørum und Magne Johansen die Bronzemedaille von der Normalschanze. Bei der Vierschanzentournee 1989/90 konnte er erstmals in die Wertungsränge springen und stand am Ende auf dem 41. Platz in der Tournee-Gesamtwertung. Im Weltcup blieben jedoch weitere Erfolge aus, so dass er nach dem Ende der Saison vom aktiven Skisprungsport zurücktrat.